# Ànguel Djambazki
Ànguel Djambazki (Sofia, 21 de març de 1979) és un polític ultradretà búlgar, diputat del Parlament Europeu des de 2014. És també el vicepresident de l'Organització Revolucionària Interior Macedònia – Moviment Nacional Búlgar (ORIM-MNB), el partit nacionalista al que s'hi va unir l'any 1997 i al que ha anat progressat a través de les seves posicions. Djambazki és llicenciat a la Universitat de Sofia, on es va especialitzar en estudis jurídics.

## Política

### Membre de l'Ajuntament de Sofia
Djambazki va ser membre de l'ajuntament de Sofia entre el 2007 i el 2014 després d'haver estat elegit per primera vegada amb el partit Ciutadans pel Desenvolupament Europeu de Bulgària (GERB), tot i que va fer ús de la quota per als ciutadans, i després va obtenir un escó a l'octubre de 2011 com a candidat de l'ORIM-MNB.
El novembre de 2013, l'organització pels drets humans Comitè búlgar de Hèlsinki va notificar l'aleshores fiscal en cap de Bulgària, Sotir Tsatsarov, els comentaris antiimmigració de Djambazki i d'altres membres de l'ORIM-MNB durant una processó a Sofia. Djambazki ha criticat que l'organització no governamental sigui un "instrument per a la destrucció de la nació".
Tres anys després, Djambazki i el seu partit van presentar una moció davant Tsatsarov, que pretenia prohibir a Bulgària les activitats del Comitè de Hèlsinki, al·legant que havien estat "pressionant" i "influint" sobre els jutges mitjançant l'ús de seminaris. L'ONG va qualificar les acusacions de "campanya electoral".

### Membre del Parlament europeu
El maig de 2014, Djambazki va ser elegit membre del Parlament Europeu com a representant de la coalició electoral Bulgària Sense Censura-ORIM. El 2016 i el 2017, Djambazki ha estat acusat de comentaris racistes, xenòfobs i homòfobs. En les eleccions de 2019 va ser reelegit aquesta vegada presentant-se amb la seva pròpia llista electoral.
El 16 de febrer de 2022, després d'una discussió amb el diputat de centre-esquerra Sandro Gozi, per suggerir la possibilitat de deixar Polònia i Hongria sense les ajudes del fons Next Generation, va abandonar l'hemicicle fent la salutació feixista. Tot i que posteriorment va negar que fos la mateixa que feien els nazis, el partit Reinassance, al qual pertanyia Gozi, va instar a la presidenta de l'Eurocambra, Roberta Metsola, que condemnés el gest, i aquesta ho va fer a través d'un missatge a twitter. Notificat el 31 de març, a l'inici de la sessió parlamentària del 5 d'abril, Metsola va anunciar que se li retirava el dret a dietes durant una setmana, fet que va suposar la pèrdua de 338 euros al dia durant els sis dies laborables, en resum, un total de 2.028 euros.

#### Candidat per alcalde de Sofia
El setembre de 2019, va anunciar la seva candidatura a l'alcaldia de Sofia, la capital i la ciutat més gran de Bulgària. Va centrar la seva campanya en el desmantellament de guetos habitats principalment per la minoria romaní de Bulgària, així com en la prohibició de l'orgull gai anual com a part del que va descriure com una campanya de "llei i ordre". Va rebre les crítiques del seu antic soci de la coalició, Volen Siderov, perquè es negava a renunciar al seu escó al Parlament Europeu mentre es presentava a les eleccions com a alcalde de Sofia. Va quedar cinquè amb el 3,90% dels vots.

### Ideologia
Des del començament de la seva carrera política, Djambazki s'ha oposat al paper del Moviment pels Drets i les Llibertats en la política búlgara, declarant el partit com a "tòxic" i "organització criminal".
L'abril del 2019, Djambazki va celebrar la cancel·lació del projecte "Estratègia Nacional per a nens (2019-2030)" de Bulgària, que considerava “escandalosa” i “legalitzava pràctiques controvertides en la criança dels fills, debatria el paper de la família i els pares conduint el país en les línies pervertides de països com Noruega o els Països Baixos". Va declarar que la cancel·lació del projecte era una victòria per a ell i el seu partit, que "continuaria lluitant per defensar la tradició, la família i els valors cristians" i contra "el multiculturalisme i l'euroburocratisme".
Djambazki va condemnar una declaració a l'assemblea general de les Nacions Unides per part de la ministra d'Afers Exteriors búlgara, Ekaterina Zakharieva, sobre els drets de la infància el 27 de setembre de 2019, afirmant que considerava "inacceptable" que els interessos dels infants es considerin "aïllats" de la voluntad dels seus pares o que vinguin en conflicte amb els interessos dels pares. També va afirmar que trobava "inacceptable" que els pares biològics tinguessin el mateix estatus que els tutors legals i els serveis socials que es cuiden dels nens.
El 26 de novembre de 2019, va condemnar la Convenció d'Istanbul contra la violència domèstica, que va afirmar que no previndria la violència contra les dones, sinó que "destruiria la família cristiana i els valors tradicionals, formats per un home, una dona i els seus fills", i va afegir que "és una perversió i propaganda de gènere".
El 27 de novembre de 2019, va acusar el Parlament Europeu de "dedicar-se a la propaganda LGBT" i va afirmar que rebutjava "la propaganda homosexual, així com accions properes a la pedofília". A més, va acusar el parlament de la UE de bolxevisme, afirmant a l'assemblea que el parlament havia actuat com a "comunistes-bolxevics xinesos", cosa que va fer que fos esbroncat pels eurodiputats.
Djambazki estava en contra els canvis proposats pel 2019 a la llei de transports de la UE proposadas pel president francès Emmanuel Macron. Djambazki va afirmar que el pla de reformes s'havia impulsat al costat d'una "campanya organitzada contra els interessos nacionals búlgars", ja que es considerava que les reformes perjudicarien les empreses de transport búlgares. El 17 de desembre de 2019, una publicació a internet contra el paquet de reformes proposat va ser investigada per racisme al Parlament Europeu, després que la presidenta del comitè de transports nomenés Karima Delli "dona francesa d'origen algerià" i un altre dels autors del projecte de llei, Ismail Ertug, com a "home alemany d'origen turc". Després de la condemna de diversos eurodiputats, Djambazki va declarar que demanaria disculpes si els dos se sentien ofesos, però va afegir que ell mateix no s'ofendria si algú el qualifiqués de "búlgar d'origen macedoni".
L'abril de 2020, Djambazki va declarar que cal protegir la població búlgara del poble gitano, que representa aproximadament el 5% de la població, mentre que alguns argumenten que les xifres podrien ser el doble.

## Vida personal
Djambazki parla búlgar, anglès, alemany i rus. Entre les seves aficions hi ha l'alpinisme. Ha declarat que abans d'entrar en política havia estat venedor de diaris i pizza i conductor d'un Trabant.
El 19 de novembre de 2018, Djambazki va ser detingut a l'aeroport de Sofia després d'intentar entrar amb una pistola Makàrov en un vol. L'arma era de propietat legal i Djambazki va declarar que havia oblidat treure-la del seu equipatge abans d'embarcar.
En una entrevista del 2019, Djambazki va anunciar que tenia una filla, a qui va batejar amb el nom de Biliana, però no va esmentar qui era la mare i va declarar que no volia parlar més de la seva vida personal.
El 6 de desembre de 2019, una patrulla de la policia búlgara el va sorprendre conduint begut. La prova d'alcoholèmia va donar un resultat per sobre de la taxa permesa sancionable segons la legislació búlgara amb d'entre 1 i 3 anys de presó, tot i que no va ser acusat per la seva immunitat legal com a europarlamentari. Djambazki va confessar que havia estat bevent i conduït aquella nit i va afirmar que lamentava i li feia vergonya el que va anomenar el seu propi "judici absolutament dolent, comportament irracional i irresponsable". Va prometre que en el futur deixaria de beure o de conduir.
El 7 de gener de 2020, el diputat i líder de Bulgària, Nikolay Barekov, va acusar-lo d'abusar presumptament de la seva influència i manipulació forense pel que fa a la seva taxa d'alcoholèmia, presentant el cas davant el fiscal general de Bulgària, Ivan Geshev. L'acusació al·legava que Djambazki no es va fer l'anàlisi de sang a l'hospital que se li va ordenar, sinó a l'Acadèmia Militar-Mèdica, una institució subordinada al ministre de Defensa búlgar i al líder del partit ORIM-MNB, Krasimir Karakachanov.